# Захват заложников в Сиднее
Захват заложников в Сиднее — террористический акт, совершённый 15 — 16 декабря 2014 года неподалёку от сиднейского делового центра исламским радикалом Хароном Монисом. В результате нападения погибло 3 человека, включая самого террориста.

## Ход событий
В 9:44 утра (AEDT, UTC+11:00) вооружённый 50-летний иранец Харон Монис ворвался в шоколадное кафе Lindt и взял в заложники посетителей заведения, а затем вывесил на окно здания флаг террористической организации «Фронт ан-Нусра».
У Мониса были рюкзак и пояс, напоминающий «пояс смертника». Террорист вывел из строя автоматические раздвижные стеклянные двери кафе.
Из располагающихся рядом с местом происшествия зданий эвакуированы люди, также из-за подозрительного предмета были эвакуированы работники Сиднейского оперного театра, расположенного на расстоянии 1,5 километра.
Первоначально полиция штата Новый Южный Уэльс рассматривала происшествие как вооружённое нападение, но затем признала происходящее терактом.
Спустя несколько часов после захвата на YouTube появились четыре ролика продолжительностью в несколько минут. На одном из роликов одна из заложниц сообщила, какие требования выдвигает захватчик. Монис выдвинул ряд требований: принести ему флаг Исламского государства и обеспечить переговоры с премьер-министром Австралии Тони Эбботтом. Также он потребовал официально именовать происходящее «нападением Исламского государства на Австралию». Вскоре видео были удалены администрацией портала.
Монис удерживал заложников в течение 17 часов, за это время некоторым из них удалось покинуть кафе, полиция планировала разрешить конфликт мирным путём.

### Штурм кафе
В районе 2:06 16 декабря (AEDT, UTC+11:00) из здания выбежал заложник, вслед за ним — ещё шестеро человек. Через некоторое время полиция начала штурм здания кафе: завязалась перестрелка, длившаяся несколько минут, были слышны взрывы. Поводом для штурма послужило то, что Монис открыл внутри здания огонь. После окончания перестрелки в кафе прошли парамедики, которые начали эвакуацию раненых. В ходе штурма пострадали несколько полицейских, один из которых получил ранение в лицо.
Спустя некоторое время в полиции официально объявили об окончании операции по освобождению заложников.
- Шоколадное кафе «Lindt», октябрь 2013 года
- Полиция перекрывает дороги, расположенные рядом с местом происшествия
- Вход в кафе спустя два дня после теракта

## Нападавший
Теракт осуществил иранец Мэн Харон Монис по прозвищу «Шейх Харон», родившийся 19 мая 1964 года, владелец турагентства в Иране, переехавший после хищения денег клиентов на жительство в Австралию в 1996 году как беженец. По информации СМИ, позиционировавший себя как «чёрный маг и целитель» Монис незадолго до нападения на кафе перешёл из шиитского ислама в ислам суннитского толка, а в Интернете стал осуждать шиитов, именуя их только рафидитами — отрёкшимися от ислама, и высказывался в поддержку ИГ.
Монис был известен полиции из-за «психической нестабильности» и «увлечения экстремизмом». В 2002 году Монис был обвинён в сексуальном насилии над женщиной из Западного Сиднея; к тому делу позднее было присоединено ещё 40 пунктов обвинений, которые выдвинули шесть женщин. В 2013 году Монис был приговорён судом к 300 часам исправительных работ за написание гневных писем семьям австралийских военнослужащих, погибших в Афганистане.
Бывший адвокат Мониса Мэнни Кондитсис рассказал австралийскому телевидению, что его подзащитный был обычным человеком, у которого помутилось сознание, а не террористом. По словам Кондитсиса, Монис сильно переживал из-за того, что не мог соединиться со своей семьёй, которая осталась в Иране.
В ходе штурма Монис был застрелен полицией.

## Заложники
Согласно официальным заявлениям полиции Сиднея, в заложниках удерживались 17 человек. По более ранним данным, на момент захвата кафе в нём находилось от 13 до 30 человек. Журналист австралийских теленовостей Seven News Крис Ризон сообщил, что по их подсчётам, в заложниках находился 21 человек. Пять человек освободились утром, семь человек сбежали из здания за несколько минут до начала штурма. По расчётам Ризона, на момент начала осады кафе в нём находилось 9 человек.

### Погибшие и раненые
Двое заложников, 34-летний менеджер кафе Тори Джонсон и 38-летняя адвокат Катрина Доусон, погибли: Джонсона Монис застрелил в тот момент, когда он пытался оказать сопротивление, а Доусон заслонила подругу от пули во время начала перестрелки, получила ранение, а позднее скончалась по дороге в больницу. Две женщины были доставлены в госпиталь с ранениями, не угрожающими жизни, другая женщина получила ранение в плечо.
Расследование обстоятельств гибели двух заложников началось в суде коронера штата Новый Южный Уэльс 29 января 2015 года. Как заявил помощник коронера Джереми Гормли, согласно данным расследования, Катрина Доусон погибла в результате того, что в неё попали осколки пуль, выпущенных полицейскими в сторону Мониса:

В мисс Доусон попали шесть фрагментов полицейской пули или пуль, которые отрикошетили от твёрдых поверхностей в её тело. Одна пуля попала в главный кровеносный сосуд, в результате чего она потеряла сознание и вскоре скончалась.

## Реакция

### Австралия
Премьер-министр Австралии Тони Эбботт назвал захват заложников в Сиднее политически мотивированной акцией. Также он охарактеризовал сложившуюся ситуацию как ужасающую и призвал жителей Австралии сохранять спокойствие и бдительность.
Премьер-министр правительства штата Новый Южный Уэльс Майкл Бэирд выступил с заявлением по поводу произошедшего:

Сегодня нас проверяют на прочность. Полицию, общественность — всех. Но что бы ни случилось, я уверен: мы останемся сильным, демократическим, гражданским обществом. У нас лучшая в мире полиция. Сегодня она действовала решительно и была на высоте.
На правительственных зданиях Сиднея были приспущены государственные флаги.
16 декабря сотни людей собрались почтить память погибших при захвате заложников. В соборе Девы Марии, располагающемся в 500 метрах от кафе «Lindt», прошла памятная литургия. Неподалёку также происходило массовое возложение цветов. В течение недели после теракта жители города принесли к кафе около 100 тысяч букетов.
- Цветы от сотрудников полиции штата Новый Уэльс
- Возложение цветов неподалёку от кафе «Lindt»
- «Поле цветов» на Мартин плейс[англ.]

#### #illridewithyou
На австралийские радиостанции начали поступать звонки от мусульман, которые сообщали, что опасаются ездить в общественном транспорте из-за возможных исламофобских выпадов. В ответ на такие жалобы австралийцы организовали в социальной сети Twitter акцию в поддержку мусульман #illridewithyou (рус. Я поеду с вами), предлагая помощь в проезде. В течение двух часов к спонтанной акции присоединились тысячи людей.

### Другие государства
Озабоченность происходящим выразил премьер-министр Великобритании Дэвид Кэмерон. Он также сообщил, что проинформирован о подробностях происходящего.
 В Министерстве иностранных дел Ирана осудили теракт, отметив, что использование таких негуманных методов и порождение страха и паники во имя ислама нельзя оправдать ни при каких обстоятельствах.
 Премьер-министр Канады Стивен Харпер в своём «Твиттере» сообщил, что молится за взятых в заложники людей в Сиднее.
 Официальный представитель МИД Китая Цинь Ган заявил, что власти страны внимательно следят за ситуацией, находясь в тесном контакте с австралийской полицией, а также проверяют, есть ли среди заложников граждане КНР.
 Генеральное консульство России в Сиднее сообщило, что граждан РФ среди заложников не было.
Председатель Комитета Государственной Думы по международным делам Алексей Пушков осудил жителей Сиднея, делавших селфи на фоне захваченного кафе:

Радостные сиднейцы делали селфи на фоне кафе. Это уже не цинизм, а полная утрата нравственного чувства.
 Президент США Барак Обама позвонил премьер-министру Австралии Тони Эбботту и выразил соболезнования в связи с гибелью людей при захвате заложников в Сиднее. Обама отметил, что Соединённые Штаты готовы предоставить Австралии помощь после ситуации с заложниками.

### Международные организации
Верховный представитель Европейского союза по иностранным делам и политике безопасности в Комиссии Юнкера Федерика Могерини заявила:

Мы внимательно следим за тем, что происходит в Сиднее. Я не смогла в эти часы связаться с австралийскими властями, наверняка у них есть другие дела. Я хочу выразить от себя и министров, которые были сегодня, сочувствие всем людям, которые были вовлечены в этот чрезвычайно шокирующий инцидент.

## Память
Власти штата Новый Южный Уэльс объявили о намерении установить мемориал в память о жертвах захвата заложников. Мемориал, который будет открыт не раньше мая, будет посвящён двум погибшим, а также выжившим заложникам, полиции и сотрудникам экстренных служб.
Во вновь открытом кафе 20 марта 2015 года появились памятные таблички погибшим Тори Джонсону и Катрине Доусон. На открытие пришли десятки жителей Сиднея с цветами, чтобы почтить память погибших.